# Armungia
Armungia es un municipio de Italia, en la provincia de Cerdeña del Sur, región de Cerdeña. Están censados 584 habitantes y se sitúa en torno a 40 km al noreste de Cagliari.

## Evolución demográfica
| Gráfica de evolución demográfica de Armungia entre 1861 y 2001 |
|                                                                |
| Fuente ISTAT - Elaboración gráfica de Wikipedia                |

## Personajes relevantes
- Emilio Lussu, político y escritor.